# لنکستر، لانکاشر
latitudeلنکستر، لانکاشرlongitudeلنکستر، لانکاشر
لنکستر، لانکاشر (به انگلیسی: Lancaster) یک شهر در بریتانیا است که در لنکستر واقع شده‌است.

## خصوصیات
لنکستر ۵۲٬۲۳۴ نفر جمعیت دارد.

## خواهرخوانده
شهرهای پرپینیان، لوبلین، ویانا دو کاستلو، آلمیره، آلبورگ، رندزبرگ و وکفو خواهرخوانده‌های لنکستر، لانکاشر هستند.